# Корабельні Ізраїлю
Ізраїльські верфі — ізраїльська приватна суднобудівна та судноремонтна компанія, одна з найбільших суднобудівних компаній у Східному Середземномор'ї. Компанія також володіє першим і єдиним приватним портом в Ізраїлі. Потужності розташовані поблизу порту Хайфи (входять в комплекс портів Хайфи) та охоплюють плавучий док з вантажопідйомністю 20 000 тонн та 900 метрів причалу з 12 метрами глибини.